# Kanton Salins-les-Bains
Kanton Salins-les-Bains (francouzsky Canton de Salins-les-Bains) je francouzský kanton v departementu Jura v regionu Franche-Comté. Tvoří ho 22 obcí.

## Obce kantonu
- Abergement-lès-Thésy
- Aiglepierre
- Aresches
- Bracon
- Cernans
- La Chapelle-sur-Furieuse
- Chaux-Champagny
- Chilly-sur-Salins
- Clucy
- Dournon
- Geraise
- Ivory
- Ivrey
- Lemuy
- Marnoz
- Montmarlon
- Pont-d'Héry
- Pretin
- Saint-Thiébaud
- Saizenay
- Salins-les-Bains
- Thésy